# Cristóbal Férriz y Sicilia

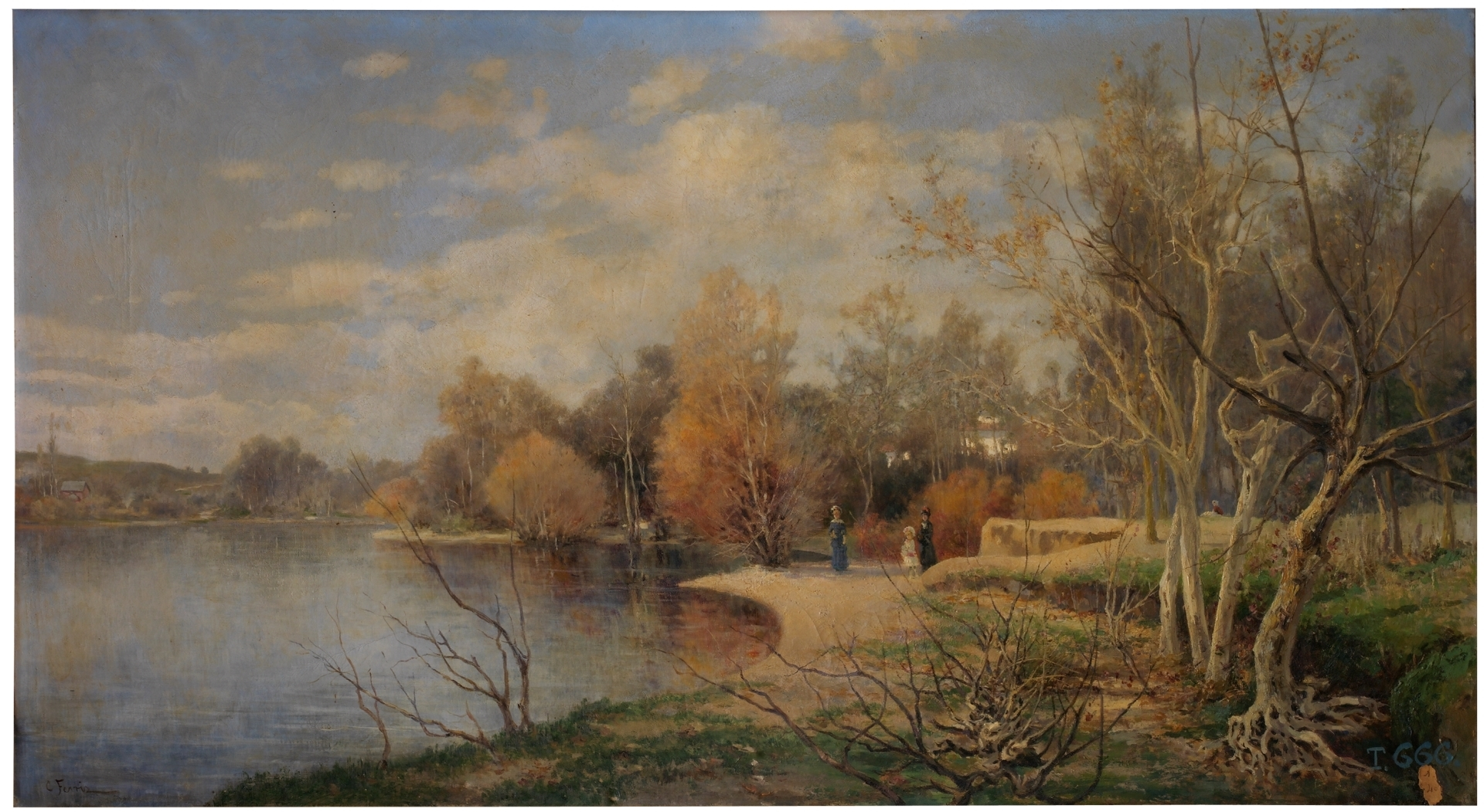
Estanque de la Casa de Campo (1884), óleo sobre lienzo, 55 x 100 cm. Museo del Prado

Cristóbal Férriz y Sicilia (Madrid, 1850 — Madrid, 1911) fue un pintor español, abogado de profesión, coleccionista, entendido en arte y paisajista alumno de Carlos Haes.

## Biografía
Pintor aficionado, al tiempo que estudiaba Derecho, asistió a la Cátedra de Paisaje en la Escuela Superior de la Academia de Bellas Artes de San Fernando de Madrid, impartida por Carlos de Haes, pintor belga afincado en España. Concurrió a la Exposición Nacional de 1876 con algunos cuadros de paisaje tomados del natural. En la de 1878 , una de sus pinturas aceptadas, Después del aguacero en Madrid, mereció medalla de tercera clase (uno de los tres cuadros propios que junto con otras obras de sus colección legó al Museo del Prado a su muerte, en cuyos fondos se encuentra también Estanque en la Casa de Campo, adquirido por el Estado español en la Exposición Nacional de 1881). La obra de Férriz estuvo presente en las exposiciones internacionales en París (1881) y en Viena (1882).
Férriz fue miembro de la Junta de Iconografía Nacional y un experto en la pintura de Francisco de Goya, del que hizo varios estudios y poseyó una pequeña colección de obras, algunas de ellas incluidas en su legado al Museo del Prado. Falleció en octubre de 1911 en Madrid.

## Obras
Entre sus pinturas más conocidas pueden mencionarse: El Hipódromo, óleo sobre lienzo, 50 x 85 cm, firmado en 1880, que pertenece al fondo el Museo del Prado, pero se encuentra en la Escuela Superior de Canto de Madrid). Otros dos lienzos del catálogo del Prado, ambos depositados en la Diputación Provincial de Zamora, son los paisajes Estanque de la Casa de Campo, óleo sobre lienzo, 55 x 100 cm, y Estanque del Retiro, óleo sobre lienzo, 99,5 x 194,5 cm. También del Prado es Después del aguacero en Madrid, óleo sobre lienzo, 106 x 63 cm. Así mismo, se conserva una interesante colección de estampas en la Biblioteca Nacional de España.